# Copris sacontala
Copris sacontala là một loài bọ cánh cứng trong họ Bọ hung (Scarabaeidae).